# Temistio
Temistio (Θεμίστιος: Paflagonia, ca. 317 – Constantinopla, ca. 388) fue un filósofo griego, escoliasta o exégeta (comentarista) de Platón y de Aristóteles, además de alto funcionario del Imperio Romano de Oriente.

## Biografía
Nacido en Paflagonia e hijo de filósofo, vivió en Constantinopla, donde fue profesor de filosofía en una de sus escuelas; aunque pagano, fue aceptado al servicio del Imperio, y llegó a ser senador en 355, procónsul en 358 y prefecto en 383. Viajó a Roma en 357 y en 376 y como filósofo sintió especial curiosidad por la ética.
Han llegado a nosotros entre otras obras, 33 discursos suyos, 18 de ellos considerados "políticos", por lo más panegíricos imperiales, y los otros 15 "privados", esto es, conferencias, escritos polémicos y de circunstancias. Se han perdido sus paráfrasis a las Categorías, a los Analíticos primeros y a los Tópicos de Aristóteles. Sí se conservan sus comentarios al De Anima, De Caelo y la Física, obras todas también del Estagirita. La noticia dada por Focio en el siglo IX de un Temistio también comentador de Aristóteles y de Platón es dudosa. El haber adoptado el género de la paráfrasis comporta una mayor neutralidad y fidelidad al pensamiento de Aristóteles, por lo que, en una época dominada por el Neoplatonismo, se le considera un aristotélico o peripatético muy puro. Se ha discutido su plena autoría porque pudo recurrir en Constantinopla a otros comentarios ya desaparecidos e incluirlos sin señalar la procedencia en su texto. En todo caso, revisten una gran importancia e interés.

## Obras
- Paraphrases, ed. Hermolaus Barbarus (Venecia, 1499)
- La primera edición de las obras de Temistio (1534) incluye las paráfrasis y ocho de los discursos.
- Nueve discursos, ed. Petavius: 1613 y 1618
- Treinta y tres discursos, ed. Jean Hardouin (Paris, 1684)
- Otro discurso fue descubierto por Angelo Mai ypublicado en Milán en 1816.
- W. Dindorf, edición de los discursos (Leipzig, 1832)
- Commentaria in Aristotelem Graeca Volumen V (Berlín)
- Themistii paraphrases Aristotelis librorum quae supersunt, ed. Leonhard von Spengel (Leipzig, 1866), Teubner series (reimpreso en 1998)